# همنوایی

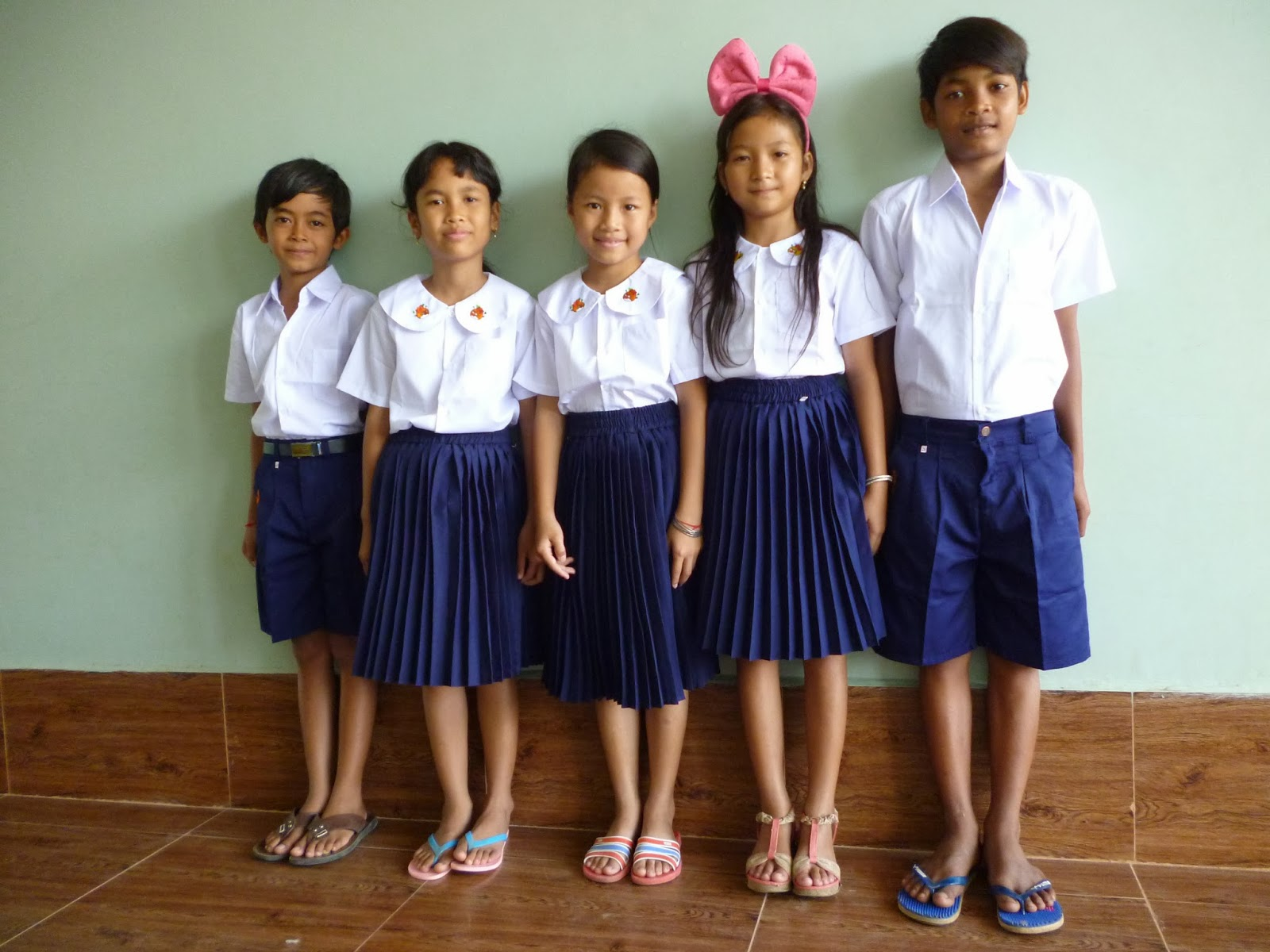
کودکان با هم‌شکلی

هم‌نوایی، کانفورمیسم، هنجارطلبی یا هم‌شکلی (به انگلیسی: Conformity)، رفتار اجتماعی است که وقتی بین اهداف و امکانات یا نیازهای تولیدشده در فرهنگ و جامعه و ارضای آن نیازها، هماهنگی و تعادل وجود داشته باشد، به وجود می‌آید. به کسانی که رفتار هم‌نوایانه دارند، «هم‌نوا» گفته می‌شود؛ هم‌نوایان افرادی هستند که ارزش‌های عموماً پذیرفته‌شده و وسایل رسمی تلاش برای تحقق آن‌ها را می‌پذیرند و به موفقیت رسیدن یا نرسیدن آن‌ها تأثیری در پذیرش اجتماعی ایشان ندارد. هم‌نوایی در بیشتر موارد با پذیرش تمام هنجارها همراه است؛ می‌تواند از طرف یک فرد یا یک گروه اجتماعی باشد. ترس از مجازات، احساس محرومیت یا درونی شدن ارزش‌ها از عواملی است که باعث افزایش میزان هم‌نوایی در افراد یا گروه‌ها می‌شود.
اختلاف عقیده
اختلاف عقیده مخالف کلمهٔ هم‌نوایی است؛ و در حقیقت به معنیِ استقلال، اصالت و دارابودن یک ویژگیِ غیرمتعارف است. رفتار مخالف عقیده در جامعه با کج‌رفتاری و در برخی موارد با رفتار ضداجتماعی نشان داده می‌شود.

## انواع
تحقیقات روان‌شناسی اجتماعی دربارهٔ پدیده همنوایی بیشتر به دو گونه از همنوایی متمرکز شده‌است. این دو گونه همنوایی اطلاعاتی یا تأثیرپذیری اجتماعی اطلاعاتی و همنوایی هنجاری یا تأثیر اجتماعی هنجاری گفته می‌شود.

### هم‌نوایی اطلاعاتی
تأثیرگذاری اجتماعی اطلاعاتی هنگامی رخ می‌دهد که شخص به اعضای گروه مراجعه می‌کند تا اطلاعات دقیقی از واقعیت بدست آورد و بپذیرد. یک فرد به احتمال زیاد در موقعیت‌های خاص از تاثیرپذیری اجتماعی اطلاعاتی استفاده می‌کند. مثلا: هنگامی که یک وضعیت مبهم است و افراد نسبت به آنچه که باید انجام دهند نامطمین می‌شوند و بیشتر برای پاسخ به دیگران وابسته هستند. علیرغم وحشت، در مواقع بحرانی که اقدام فوری ضروری است، نگاه به افراد دیگر می‌تواند به کاهش ترس کمک کند، اما متأسفانه دیگر افراد همیشه دارای تصمیمها و نظرات درست نیستند. هرچه فرد دانش بیشتری داشته باشد، به عنوان یک منبع از ارزش بیشتری برخوردار است؛ بنابراین مردم اغلب برای کمک به متخصصان مراجعه می‌کنند. اما یک بار دیگر مردم باید مراقب باشند، زیرا متخصصان نیز می‌توانند اشتباه کنند.

### هم‌نوایی هنجاری
تأثیر اجتماعی هنجاری هنگامی رخ می‌دهد که شخص مورد پسند اعضای گروه قرار بگیرد یا مورد قبول واقع شود. این نیاز به تأیید و پذیرش اجتماعی بخشی از هویت روانی انسان است. علاوه بر این، ما می‌دانیم که وقتی مردم با گروه خود مطابقت نداشته و به همین دلیل انحراف دارند، کمتر مورد پسند گروه قرار می‌گیرند و حتی مجازات می‌شوند. تأثیرپذیری هنجاری معمولاً منجر به انطباق عمومی و در نتیجه انجام دادن یا گفتن چیزی بدون اعتقاد به آن می‌شود. آزمایش همنوایی اش در سال ۱۹۵۱ یکی از نمونه‌های شناخته شده دربارهٔ همنوایی هنجاری است.